# Sainte-Colombe-de-Peyre
Sainte-Colombe-de-Peyre ist eine ehemalige französische Gemeinde mit 199 Einwohnern (Stand: 1. Januar 2022) im Département Lozère in der Region Okzitanien.
Sie wurde mit Wirkung vom 1. Januar 2017 mit den vormaligen Gemeinden Aumont-Aubrac, Fau-de-Peyre, Javols, La Chaze-de-Peyre und Saint-Sauveur-de-Peyre zu einer Commune nouvelle mit dem Namen Peyre en Aubrac zusammengeschlossen. Sie hat seither dort den Status einer Commune déléguée.

## Lage
Nachbarorte sind La Chaze-de-Peyre im Norden und im Nordosten, Saint-Sauveur-de-Peyre im Südosten, Le Buisson im Süden und Prinsuéjols im Westen.

## Bevölkerungsentwicklung
| Jahr      | 1962 | 1968 | 1975 | 1982 | 1990 | 1999 | 2008 | 2014 |
| --------- | ---- | ---- | ---- | ---- | ---- | ---- | ---- | ---- |
| Einwohner | 284  | 243  | 209  | 191  | 176  | 203  | 211  | 190  |